# Thunderpants
Thunderpants (Nederlands: Donderbroek) is een jeugd-/familiefilm uit 2002 over een jongen wiens zware winderigheid zorgt dat hij een baan krijgt als astronaut. De film werd geregisseerd door Peter Hewitt. Het script werd geschreven door Phil Hughes op basis van een verhaal van Peter Hewitt, over een jongen die graag astronaut wil worden, maar een probleem heeft met winderigheid.

## Verhaal
Patrick Smash is geboren met twee magen en heeft daardoor continu last van winderigheid. Toen hij een halve minuut oud was liet hij zijn eerste wind, tot schrik van zijn ouders en dokter. Toen hij ouder werd, werd zijn flatulentie zo erg dat zijn vader het huis moest ontvluchten, omdat die vaak gewond raakte door de kracht ervan.
Door zijn aandoening wordt Patrick veel gepest, maar hij vindt innerlijke kracht en hij neemt wraak op de grootste pestkop Damon door een scheet in zijn gezicht te laten die zorgt dat hij voor altijd beschadigd is. Patricks enige vriend is Alan A. Allen, een wonderkind met anosmie, die dus geen last heeft van Patricks probleem. Alan en Patrick gaan samenwerken: ze gebruiken Alans intelligentie en Patricks levenslange droom om astronaut te worden om Thunderpants te maken, een ruimtepak dat sterk genoeg is om Patricks winden tegen te houden.
Patrick komt erachter dat Alan naar Amerika is gegaan om met de regering astronauten te helpen die gevangenzitten in de ruimte, en Patrick bemerkt dat zijn aandoening kan helpen voor de astronauten in nood.

## Rolverdeling
| Acteur            | Personage            | Opmerkingen                                                               |
| ----------------- | -------------------- | ------------------------------------------------------------------------- |
| Bruce Cook        | Patrick Smash        | Cooks carrière was geen succes, hij stopte hetzelfde jaar nog met acteren |
| Rupert Grint      | Alan A. Allen        |                                                                           |
| Simon Callow      | Sir John Osgood      |                                                                           |
| Adam Godley       | Placido P. Placeedo  |                                                                           |
| Stephen Fry       | Sir Anthony Silk     |                                                                           |
| Celia Imroe       | Miss Rapier          |                                                                           |
| Paul Giamatti     | Johnson J. Johnson   |                                                                           |
| Ned Beatty        | Generaal Ed Sheppard |                                                                           |
| Bronagh Gallagher | Mevrouw Smash        |                                                                           |
| Victor McGuire    | Meneer Smash         |                                                                           |
| Anna Popplewell   | Denise Smash         |                                                                           |
| Joshua Herdman    | Damon                |                                                                           |
| Leslie Phillips   | De Rechter           |                                                                           |
| Robert Hardy      | De Dokter            |                                                                           |
| Keira Knightley   | Muziekschoolleerling | Wordt niet genoemd, maar staat wel in de lijst "Special Thanks"           |